# Carlos Brebbia
Carlos Alberto Brebbia (Rosário, 1938 – 3 de março de 2018) foi um engenheiro argentino.
Graduado em engenharia civil pela Universidade de Rosário, doutorado pela Universidade de Southampton, em 1968.
Autor de mais de 500 artigos, publicou o primeiro livro sobre o Método dos Elementos de Contorno (MEC), em 1978.
Organizou anualmente uma conferência internacional sobre o MEC, na edição número 31 em 2009. Foi editor do periódico Engineering Analysis with Boundary Elements.